# 32532 Thereus
32532 Thereus este o planetă minoră (asteroid), cu un diametru de 86,5 km, din Centaur. A fost descoperită pe 9 august 2001 la Observatorul Palomar de Near Earth Asteroid Tracking. 
Obiectul prezintă o orbită caracterizată de o semiaxă mare de 10,6210533 UAi, o excentricitate de 0,1979, o înclinație de 20,35557 ° în raport cu ecliptica.